# Grjazinskij rajon
Il Grjazinskij rajon (in russo Грязинский район?) è un rajon dell'Oblast' di Lipeck, nella Russia europea; il capoluogo è Grjazi. Istituito il 30 luglio 1928, ricopre una superficie di 1.440 chilometri quadrati.